# Солёное (Донецкая область)
Солёное (укр. Солоне) — посёлок в Покровском районе Донецкой области Украины. Расположено на реке Солёная.
Население по переписи 2001 года составляло 155 человек. Почтовый индекс — 85360. Телефонный код — 623. Код КОАТУУ — 1422784504.

## Местный совет
85360, Донецкая обл., Покровский р-н, с. Песчаное, ул. Центральная, 5, тел.: 5-38-2-48